# Случай на употреба (диаграма)
Диаграмите на случаи на употреба се използват за разясняване на работни изисквания към една система. Чрез тях се описват връзките между участниците и случаите. Тя е част от стандарта UML на организацията OMG.